# Antonio Chiri
Antonio Chiri (Locana, 1894. augusztus 26. – Torino, 1971. január 6.) olasz származású vadászpilóta, főtörzsőrmester. Az első világháborúban mint pilóta szolgált, és egyik leghíresebb hadi cselekedete, hogy 4. győzelmét Gräser Ferenc, a 2. legeredményesebb magyar ászpilóta fölött aratta.

## Élete

### Fiatalkora
1894-ben született Locanában.

### Katonai szolgálata
Chiri 1916 körül került az olasz légierőhöz, s elvégezte az alapkiképzést. Ezek után a Squadriglia 77 (77. repülő osztag) és a Squadriglia 78 (78. repülő osztag) pilótája volt, győzelmeket azonban csak az utóbbiban szerzett. Az elsőt 1917. március 19-én szerezte, amikor lelőtt egy Hansa-Brandenburg C.I-es osztrák–magyar repülőt.  Következő győzelmét azonban csak hosszú idő múlva, augusztus 26-án aratta. 1917 novemberében 2 igazolatlan győzelmet szerzett, majd további 1 igazolatlant decemberben is. Harmadik légi győzelmét egy német DFW C.V típusú repülőgép ellenében szerezte. 1918. február 21-én és április 4-én további 2 igazolatlan légi győzelmet szerzett (3 igazolt, 5 igazolatlan). 1918. május 17-én bevetésre szálltak fel a 78. repülő osztag pilótái. Szembetalálták magukat az osztrák–magyar Flik 61J-el (61. vadászszázad), és rögtön megtámadták őket. Chiri kiszemelte magának Gräser Ferencet, és üldözőbe vette. Hamarosan eltalálta, s az első világháború egyik legeredményesebb osztrák–magyar pilótája repülőhalált halt. 1918 évében még további 2 igazolt és 2 igazolatlan légi győzelmet szerzett. 1918. december 21-én súlyos repülőbalesetet szenvedett.

### Légi győzelmei
| Sorszám     | Dátum               | Egység | Repülőgép    | Ellenfél              | Megjegyzés                     |
| ----------- | ------------------- | ------ | ------------ | --------------------- | ------------------------------ |
| 1           | 1917. március 19.   | 78ª    | -            | Hansa-Brandenburg C.I | -                              |
| 2           | 1917. augusztus 26. | 78ª    | -            | -                     | -                              |
| Igazolatlan | 1917. november 13.  | 78ª    | -            | -                     | Guido Masieróval megosztva.    |
| Igazolatlan | 1917. november 20.  | 78ª    | -            | -                     | Guido Masieróval megosztva.    |
| Igazolatlan | 1917. december 10.  | 78ª    | -            | -                     | -                              |
| 3           | 1917. december 26.  | 78ª    | -            | DFW C.V               | -                              |
| Igazolatlan | 1918. február 21.   | 78ª    | -            | -                     | -                              |
| Igazolatlan | 1918. április 4.    | 78ª    | -            | -                     | -                              |
| 4           | 1918. május 17.     | 78ª    | -            | Albatros D.III        | -                              |
| 5           | 1918. augusztus 31. | 78ª    | Hanriot HD.1 | -                     | -                              |
| 6           | 1918. október 27.   | 78ª    | Hanriot HD.1 | Albatros D.III        | Marziale Ceruttival megosztva. |
| Igazolatlan | 1918. október 27.   | 78ª    | Nieuport 17  | Felderítő             | -                              |
| Igazolatlan | 1918. október 27.   | 78ª    | Nieuport 17  | Kétüléses             | -                              |